# Reichenau (Baden)
Reichenau – przystanek kolejowy w Reichenau, w kraju związkowym Badenia-Wirtembergia, w Niemczech.
Przystanek nie leży na wyspie Reichenau, lecz w dzielnicy Lindenbühl na stałym lądzie.
| Reichenau              |  |                                         |
| Linia Hochrhein        |  |                                         |
| Hegneodległość: 2,5 km |  | Konstanz-Wollmatingen odległość: 1,8 km |